# Burgenländische Landesausstellung
Die Burgenländische Landesausstellung fand zwischen 1974 und 2000 im Jahresrhythmus statt (mit Ausnahme des Jahres 1999). Seit 2001 entschloss man sich, vorwiegend aus finanziellen Gründen, keine weiteren derartigen Großveranstaltungen zu organisieren. Unter dem Titel 100 Jahre Burgenland fand von 15. August 2021 bis 11. November 2023 eine Jubiläumsausstellung in der Burg Schlaining statt. Im Zuge der Ausstellung wurde die Burg Schlaining, umfassend saniert und barrierefrei umgebaut.
Die ab 1926 im Burgenland veranstalteten Landesausstellungen, beispielsweise die von 19. bis 27. September 1936 in Bruck an der Leitha abgehaltene wie auch die von 1957, besaßen die Schwerpunkte Gewerbe, Handel, Industrie, Landwirtschaft.

## Liste der bisherigen Landesausstellungen
| Jahr | Ausstellung                                                  | Ort/Region        |
| ---- | ------------------------------------------------------------ | ----------------- |
| 1974 | "Franz Anton Maulbertsch"                                    | Halbturn          |
| 1975 | "Barocke Tapisserien"                                        | Halbturn          |
| 1976 | "Histor. Schlachten auf Tapisserien"                         | Halbturn          |
| 1977 | "Kunst des Islams"                                           | Halbturn          |
| 1978 | "Judentum im Mittelalter"                                    | Halbturn          |
| 1979 | "Textilkunst aus Österreich"                                 | Halbturn          |
| 1980 | "Maria Theresia als Königin von Ungarn"                      | Halbturn          |
| 1981 | "Tapisserien der Renaissance"                                | Halbturn          |
| 1982 | "Joseph Haydn in seiner Zeit"                                | Eisenstadt        |
| 1983 | "Uniform und Mode am Kaiserhof"                              | Halbturn          |
| 1984 | "Kunst in Österreich 1918–1948"                              | Halbturn          |
| 1985 | "2000 Jahre Post"                                            | Halbturn          |
| 1986 | "Hans Makart und der Historismus in Budapest, Prag und Wien" | Halbturn          |
| 1987 | "Kunst in Wien um 1900 – die andere Seite"                   | Halbturn          |
| 1988 | "Abenteuer Ostafrika"                                        | Halbturn          |
| 1989 | "Des Kaisers Rock"                                           | Halbturn          |
| 1990 | "Die Ritter"                                                 | Güssing           |
| 1991 | "Wohnen im Schloß"                                           | Halbturn          |
| 1992 | "... nach Amerika"                                           | Güssing           |
| 1992 | "Schöner Schein"                                             | Halbturn          |
| 1993 | "Bollwerk Forchtenstein"                                     | Forchtenstein     |
| 1994 | "Schwester Elfriede Ettl"                                    | Halbturn          |
| 1995 | "Die Fürsten Esterházy"                                      | Eisenstadt        |
| 1996 | "Reitervölker aus dem Osten – Hunnen und Awaren"             | Halbturn          |
| 1996 | "800 Jahre Zisterzienser im pannonischen Raum"               | Klostermarienberg |
| 1997 | "150 Jahre Eisenbahn im Burgenland"                          | Mattersburg       |
| 1998 | "Die Feuerwehr"                                              | Halbturn          |
| 2000 | "Krieg oder Frieden"                                         | Burg Schlaining   |